# Kananakatte, Jagalur
Kananakatte là một làng thuộc tehsil Jagalur, huyện Davanagere, bang Karnataka, Ấn Độ.